# 살육의 천사 (애니메이션)
《살육의 천사》는 동명의 비디오 게임인 살육의 천사를 모티브로 하여 일본 AT-X에서 방영한 애니메이션이다.

## 줄거리
신의 입장이 궁금했던 신부 에이브러햄 그레이는 신의 위치에 선다.
에이브러햄 그레이는 자신이 필요할 때만 신을 찾으며, 아무런 노력도 하지 않는 사람들을 지켜보기 위해 특수한 구조물을 만들게 되는데 그 구조물엔 각 층의 소유자가 있다.
기억을 잃은 소녀 레이첼 가드너는 그 건물 엘리베이터에 위치하였는데 내리자마자 아이작 포스터에게 쫓기게 된다.
각 층들을 통과해야만 그 구조물에서 탈출할 수 있어 레이첼 가드너는 아이작 포스터와 함께 탈출에 성공한다면 죽여달라는 부탁를 하고 아이작 포스터와 탈출을 위해 서로 협력한다.

## 각 등장인물의 성우
레이첼 가드너 - 치스가 하루카
아이작 포스터 - 오카모토 노부히코
다니엘 디킨스 - 사쿠라이 타카히로
캐서린 워드 - 이세 마리야
에드워드 메이슨 - 후지와라 나츠미
아브라함 그레이 - 오오츠카 호츄

## 등장인물의 심리학적 • 철학적 분석

### 아이작 포스터
어릴 적, 부모님들에게 학대를 받고 고아원으로 넘겨젔던 아이작 포스터는 틀어져있던 TV 영화의 살인 장면을 보게 된다. 그리고 자신을 학대했던 고아원 원장부부를 죽이고는 그 뒤로 살인마가 된다. 여기서 볼 수 있는 심리현상은 대상관계론의 전이 현상이다. 전이란 자신과 다른 사람 사이의 상황에서 자신이 타인에게 특정한 감정을 갖게 되는 걸 의미한다. 그런데 아이가 영상물에도 노출이 되면 영상물 속 인물의 특정 성격, 행동 양식이 무의식에 각인될 수 있는, 즉 전이가 일어나는 것이다. 학대받던 가정환경에 있었다는 사실로 볼 때, 아이작의 정서는 자극적인 내용에 영향을 잘 받게 돼 있어 TV를 통한 전이가 잘 일어났을 것이다.

### 레이첼 가드너
레이첼은 작중에서 죽여달라는 말을 반복하는데 그것은 종교적으로 왜 죄인지 이유를 모르겠다만 자신이 죄를 지었다는걸 알고, 그것을 참회하기 위해 죽으려 하는 것이다. 협력하다 아이작 포스터가 신을 언급하는 것을 듣고 그를 신처럼 느끼게 된다.

## 주제가
오프닝 테마곡
〈Vital〉
작사, 작곡 - 니코니코 동화의 진 / 노래 - 엔도 마사아키(遠藤正明, えんどうまさあき)
제1화에는 삽입되지 않았다.
엔딩 테마곡
〈Pray〉
작사, 작곡 - 데코27 / 노래 - 치스가 하루카(ちすが はるか ,千菅春香)
제1화에는 삽입되지 않았다.

## 서적 정보

### 만화
| 권수 | 일본 발매일      | 한국 발매일      | 일본 ISBN           | 한국 ISBN          | 비고 |
| ---- | ---------------- | ---------------- | ------------------- | ------------------ | ---- |
| 1    | 2016년 1월 27일  | 2017년 2월 10일  | ISBN 978-4040678931 | ISBN 9791127840235 |      |
| 2    | 2016년 6월 27일  | 2017년 4월 10일  | ISBN 978-4040682846 | ISBN 9791127840907 |      |
| 3    | 2016년 12월 26일 | 2017년 6월 10일  | ISBN 978-4040688091 | ISBN 9791127841706 |      |
| 4    | 2017년 2월 27일  | 2017년 10월 10일 | ISBN 978-4040690339 | ISBN 9791127842758 |      |
| 5    | 2017년 7월 27일  |                  | ISBN 978-4040692449 |                    |      |

### 소설
| 권수 | 부제                                    | 일본 발매일     | 한국 발매일     | 일본 ISBN          | 한국 ISBN          | 비고 |
| ---- | --------------------------------------- | --------------- | --------------- | ------------------ | ------------------ | ---- |
| 1    | 살육의 천사 Until Death Do Them Part. 1 | 2016년 7월 30일 | 2017년 2월 10일 | ISBN 9784047341159 | ISBN 9791127840211 |      |
| 2    | 살육의 천사. 2                          | 2017년 4월 28일 | 2017년 9월 10일 | ISBN 9784047344372 | ISBN 9791127842451 |      |

## 같이 보기
- 살육의 천사 (비디오 게임)